# Grup d'habitatges de la fàbrica (el Pla de Santa Maria)
El Grup d'habitatges de la fàbrica és un conjunt d'edificis catalogats com a monument del municipi del Pla de Santa Maria inclòs en l'Inventari del Patrimoni Arquitectònic de Catalunya.

## Descripció
Grup de 40 habitacions unifamiliars, distribuïdes en quatre franges paral·leles de deu cases. El conjunt està format per dos grups de vint habitatges cadascun, separats per jardins interiors individuals, a les quals s'accedeix per un carrer central i pels carrers exteriors que donen, respectivament, a la carretera i al camp. Consten d'un petit jardí d'accés, una planta baixa amb cuina i menjadors, la sala i dos dormitoris. Les cases dels extrems tenen, a més, un pis amb quatre dormitoris. L'estructura està feta amb murs de fàbrica i coberta de teula àrab.

## Història
Aquest grup d'habitatges va ser construït l'any 1914, per allotjar els treballadors de la fàbrica tèxtil propera (que en l'actualitat es manté en funcionament sota la firma Francesc Sanz, de Barcelona). L'any 1982, els habitatges van deixar de pertànyer a la fàbrica, i mitjançant venda passaren a ser propietat privada dels residents.